# Manfred Sommer
Manfred Sommer (San Sebastián, 27 maggio 1933 – Galifa, 3 ottobre 2007) è stato un fumettista spagnolo, noto in Italia soprattutto per aver disegnato alcune storie di Tex.

## Biografia
Nato a San Sebastián, la famiglia si trasferì a Barcellona dove crebbe; Appena ventenne si trasferì in Francia e poi in Belgio dove apprese il mestiere di disegnatore. Dopo essere stato allievo di Jesús Blasco, esordì come autore di fumetto alla fine degli anni quaranta disegnando diverse storie brevi per il mercato britannico collaborando con l'agenzia Selecciones Illustradas; nello stesso periodo realizzò la serie "El Tigre". Raggiunse la notorietà nel 1981 con la serie a fumetti Frank Cappa, pubblicata sulla rivista Cimoc e che divenne una delle più importanti serie realistiche spagnole del periodo. Venne pubblicata anche in Italia sulla rivista L'Eternauta. Nei primi anni ottanta realizzò anche altre serie come El Lobo Solitario (1980) e Polux (1983), sempre nel doppio ruolo di sceneggiatore e disegnatore. Contemporaneamente è attivo in altri campi, come quelli della pubblicità e dell'animazione, lavorando anche come illustratore e pittore e, nel 1983 diventa anche editore pubblicando le riviste K.O. e Metropol.
Dopo una lunga pausa, riprese a occuparsi di fumetti quando realizzò un volume della serie Texone (Mercanti di schiavi, testi di Claudio Nizzi) pubblicato in Italia nel 2003; per lo stesso editore realizzerà anche due albi della serie di Tex, i numeri 546 e 547, pubblicati nel 2006.
Muore il 3 ottobre 2007 a Galifa, in Spagna.